# Les Hommes frénétiques
Les Hommes frénétiques est un roman de science-fiction écrit par Ernest Pérochon, paru en 1925 ; de nouveau publié en 1971 chez Marabout Science-Fiction, n°388. Il s'agit de la seule incursion de cet écrivain dans ce domaine de la littérature.

## Synopsis
Mille ans après le vingtième siècle de l'ère chrétienne, l'humanité — qui a survécu entretemps à une guerre totale — semble vivre dans un monde idéal, basé sur la science. Mais le calme est trompeur. Les tensions s'accentuent et l'utilisation d'une technologie avancée pour vaincre l'adversaire laisse présager le pire. Harrisson, un savant qui a compris la menace, lutte pour maintenir la paix. Mais il travaille en même temps sur un phénomène qui risque de mettre en péril l'espèce humaine.

## Personnages
AvérineDécouvreur du système de l'éther, qui permet de manipuler la matière à partir de champs énergétiques (les féeriques). Il est l'archétype du vieux savant honnête voyant ses créations utilisées à mauvais escients. Il meurt de saisissement après avoir été témoin d'une flambée de violence.
Luc HarrissonPhysicien et premier disciple d'Avérine. Partageant ses craintes, il tente d'empêcher la catastrophe qu'il pressent. Son échec dans cette tâche montre combien les hommes sages sont démunis face aux démagogues. Il travaille également sur le système 13, un féerique capable de stériliser l'humanité. Au fur et à mesure que la situation se dégrade, il devient pessimiste, convaincu que le seul moyen de sauver l'humanité est de la ramener à "la barbarie préscientifique".
Lygie RodPhysicienne et compagne de Harrisson. Elle le soutient dans sa lutte et travaille avec lui sur le système 13. Bien que consciente du danger représenté par sa création (elle en a été victime à la suite d'un accident), elle s'avère incapable de la détruire, croyant pouvoir la neutraliser.
LahoriePoète, puis homme politique, puis dictateur d'Afrique du nord. C'est la représentation du politicien sans scrupules, prêt à tout pour prendre et conserver le pouvoir, y compris à faire alliance avec les éléments les plus extrémistes. Il est l'exact opposé de Harrisson, qu'il fait d'ailleurs tout pour éliminer de la vie politique.
SylviaDanseuse et compagne de Lahorie. Amoureuse déçue de Harrisson, elle le hait, ainsi que Lygie. Devenue folle, elle lance une bande d'aveugles contre la demeure du savant, libérant ainsi le système 13 et causant la perte de l'humanité. Il faut voir dans cet épisode la personnification des masses suivant aveuglément des leaders fascisants vers le désastre.
Endémiosphilosophe, puis homme politique, puis homme fort d'Afrique du Sud. Plus grand ennemi de Lahorie, il se montre aussi manipulateur et dangereux que lui. Il est coresponsable, avec lui, d'une guerre meurtrière qui en préfigurera une seconde, bien plus terrible.
RoumeArchéologue. Cousin de Lahorie mais ami de Harrisson. Il ne brille pas tant pour son rôle que pour sa découverte. Il pense qu'il a existé, longtemps avant l'homme, une brillante civilisation dont la race a totalement disparu. Cette perspective résonne comme une menace pour l'humanité.
Flore et SamuelCes deux adolescents attardés, recueillis par Harrisson et Lygie, sont les seuls à être protégés du système 13 lors de sa libération. Témoins de la décadence de leurs contemporains, ils sont les fondateurs d'une nouvelle humanité, primitive mais pacifiée.

## Déroulement de l'histoire

### Harrisson le créateur
Présentation des personnages et du contexte politique. Harrisson tente de se présenter aux élections pour imposer un contrôle des utilisations de la science. Mais, confronté aux manœuvres politiques de ses concurrents, il est battu et exclu de son université. Il reporte son affection sur Lygie, Flore et Samuel et se concentre sur son travail. Présentation du féerique 13 et de ses effets sur l'homme.

### La mêlée
Victoire des parallèles (réformateurs). Les tensions s'accroissent. Guerre entre les deux nations africaines. Utilisation de féeriques comme armes. Puis, les méridiens (conservateurs) accusant les parallèles du désastre, il s'ensuit une guerre mondiale. L'utilisation des féeriques atteint son paroxysme et la société bascule dans l'horreur. Harrisson tente d'arrêter la guerre en ordonnant la destruction des centrales d'énergie. On l'accuse de trahison. Dans le chaos, Sylvia attaque le laboratoire du savant et libère le féerique 13.

### Une genèse
Après la mort des autres personnages, Flore et Samuel se retrouvent seuls dans un monde en déroute. Seuls épargnés par la malédiction du féerique 13, ils fondent avec leurs descendants une tribu primitive. Après avoir fui les autres hommes, la tribu part en guerre contre eux sous l'égide d'un chef frénétique. Sa mort coïncide avec celle des derniers étrangers. Un homme sage prend alors le commandement et guide la tribu pacifiée sur la voie du progrès.

## Contexte
L'entre-deux-guerres constitue un tournant pour la science-fiction. Pour certains auteurs, la confiance dans la capacité de la science à résoudre les problèmes de l'humanité est remise en cause. La première guerre mondiale a montré l'utilisation néfaste que l'on peut faire de la technologie. Ernest Pérochon anticipe le développement des armes de destruction massive (chimiques, biologiques, mais pas nucléaires comme H. G. Wells), la faillite du pacifisme et la montée de l'extrémisme politique, qui se nourrit de la violence.